# 터닝메카드 R의 등장 메카니멀 목록
애니메이션 《터닝메카드 R》의 등장하는 등장 메카니멀의 목록이다.

## RC 메카니멀
- 에반 (성별: ♂) (변신 형태: 영웅 로봇) (세력: 블루랜드) (카드: 6종) (성우: 신용우)
- 타나토스 (에반의 남동생) (성별: ♂) (변신 형태: 해골 로봇) (세력: 블랙미러) (카드: 6종) (성우: 남도형)
- 테로 (성별: ♂) (변신 형태: 드래곤) (세력: 블루랜드) (카드: 6종) (성우: 홍범기)
- 알타 (성별: ♂) (변신 형태: 독수리) (세력: 레드홀) (카드: 6종) (성우: 남도형)
- 피닉스 (성별: ♂) (변신 형태: 피닉스) (세력: 레드홀) (카드: 6종) (성우: 엄상현)
- 베노사 (성별: ♂) (변신 형태: 코브라) (세력: 블랙미러) (카드: 6종) (성우: 박성태)
- 프린스콩 (성별: ♂) (변신 형태: 고릴라) (세력: 레드홀) (카드: 6종) (성우: 최한)
- 독꼬리 (성별: ♂) (변신 형태: 전갈) (세력: 블랙미러) (카드: 6종) (성우: 류승곤)
- 디스크캐논 (성별: ♂) (변신 형태: 와이번) (투사체: 원반) (세력: 지구) (카드: 6종) (성우: 강호철)
- 네오 (성별: ♂) (변신 형태: 영웅 로봇) (세력: 블루랜드) (카드: 6종) (성우: 이주창)